# Puffinus yelkouan

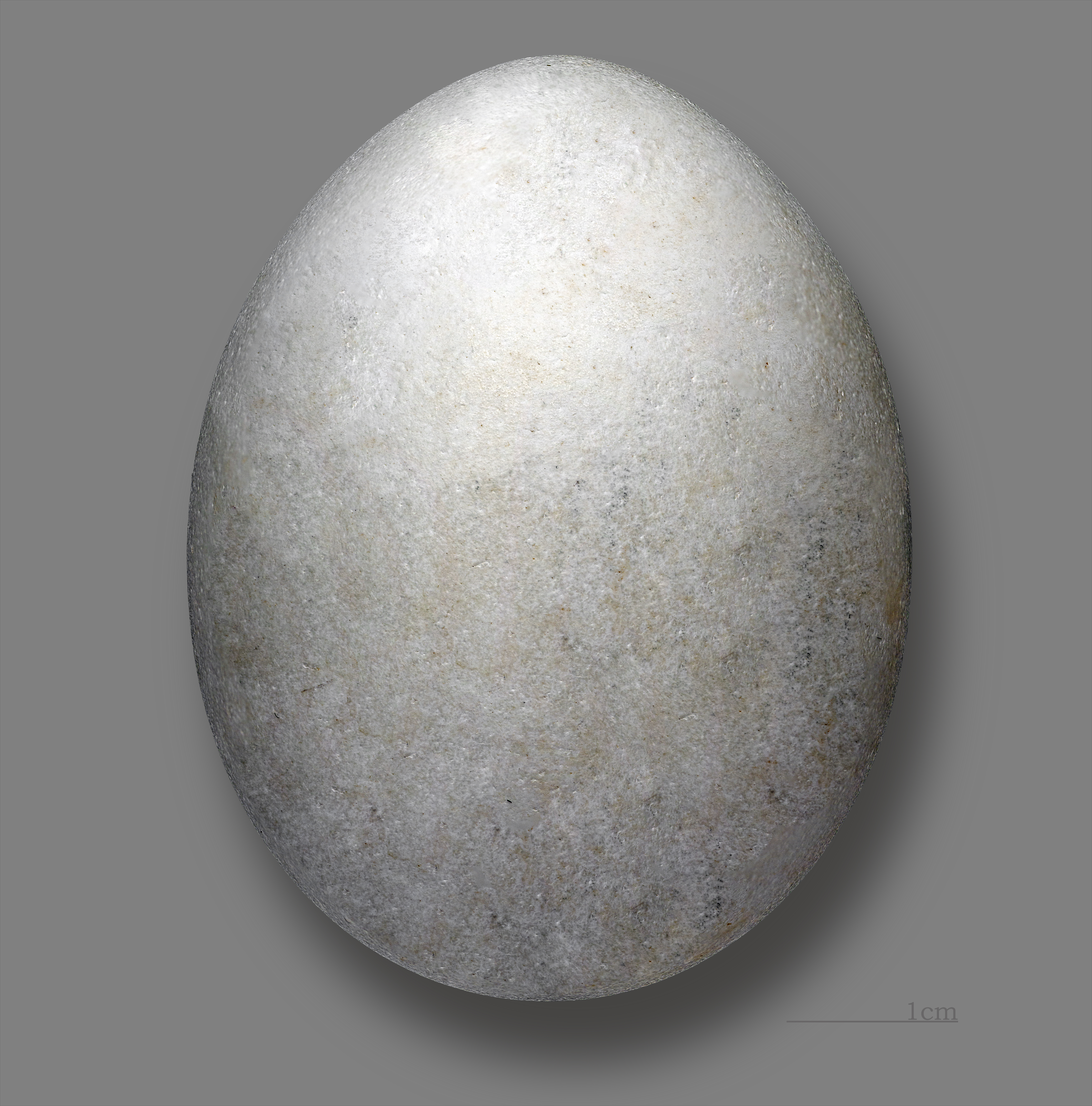
El huevo.

La pardela mediterránea (Puffinus yelkouan) es una especie de ave procelariforme de la familia Procellariidae propia del Mediterráneo y el mar Negro

## Descripción
La pardela mediterránea es una pardela de tamaño medio, que mide de 34 a 39 cm de largo y tiene una envergadura alar de 78 a 90 cm. Tiene el plumaje de las partes superiores negruzco y blanco el de las inferiores, siendo muy parecida a la pardela pichoneta, de la que es muy difícil de diferenciar, aunque no suelen solaparse sus áreas de distribución. En cambio, sí coincide en gran parte del Mediterráneo occidental con la pardela balear, pero se diferencian algo mejor porque esta última no es tan oscura en las partes superiores, y además tiene los flancos manchados lo que hace que el contraste entre las partes superiores e inferiores sea menor.
Reclamo repetitivo y prolongado: "aii-h iich".

## Taxonomía y filogenia
La pardela mediterránea se clasifica en el género Puffinus, que pertenece a la familia de las pardelas y los petreles (Procellariidae), una de las cuatro familias principales del orden Procellariiformes, junto a Diomedeidae (albatros), Hydrobatidae (paíños) y Pelecanoididae (poyuncos). Los procelariformes son aves marinas que se caracterizan por tener picos con tubos nasales sobresalientes y alas largas y estrechas, con las que surcan los vientos planeando sobre el mar largas distancias. 
La pardela mediterránea fue descrita científicamente por el naturalista italiano Giuseppe Acerbi en 1827, como una subespecie de la pardela pichoneta, con el nombre de Puffinus puffinus yelkouan. Posteriormente se escindió a la pardela mediterránea en una especie separada, con P. y. yelkouan como subespecie nominal y conteniendo como otra subespecie a la pardela balear (P. y. mauretanicus). Pero los análisis genéticos indicaron que debían escindirse en dos especies, quedando Puffinus yelkouan como especie monotípica.
Los dos linajes vivos de pardelas del Mediterráneo (la pardela mediterránea y la balear) probablemente se separaron antes del Plioceno (aprox. 2 Ma), como indican las diferencias genéticas y los fósiles encontrados en Ibiza de  Puffinus nestori, de finales del Plioceno y comienzos del Pleistoceno, que podría haber sido el ancestro directo de las dos especies actuales.

## Distribución y ecología
Es una especie gregaria que se alimenta principalmente de peces y calamares. Sigue a los barcos cuando arrojan descartes de pesca. Se distribuye por toda la cuenca mediterránea y el mar Negro, también pero escasamente por la costa atlántica. La pardela mediterránea cría en islas y acantilados costeros, especialmente en el Mediterráneo oriental y central. La mayoría pasa el invierno en el mar, pero algunos migran al océano Atlántico a finales del verano. Suele anidar en madrigueras y grietas que visita solo por la noche para evitar la depredación de las gaviotas grandes.
Su principal amenaza es el crecimiento de las urbanizaciones turísticas costeras junto a sus lugares de cría, además de los depredadores introducidos por los humanos como los gatos y las ratas. En la isla de Levant, uno de sus principales lugares de anidamiento, los gatos matan a miles de pardelas cada año y se estima que de no tomarse medidas podrían producirse la extinción local en varias décadas.
El estudio de una colonia de cría en Menorca concluyó que su variabilidad genética era muy baja, al menos de la población más occidental, lo que históricamente la pardela mediterránea ha sufrido marcados descensos de población, por lo que aunque no está directamente amenazada a juzgar por el tamaño de su población, podría ser vulnerable a los efectos adversos de la endogamia.
Hasta 2014 la UICN la clasificaba como especie bajo preocupación menor. Pero investigaciones más recientes mostraron que era más escasa de lo que se creía. Por ello fue reclasificada con el status de especie casi amenazada en 2008, y como vulnerable en 2012.